# Andy Parker (Schlagzeuger)

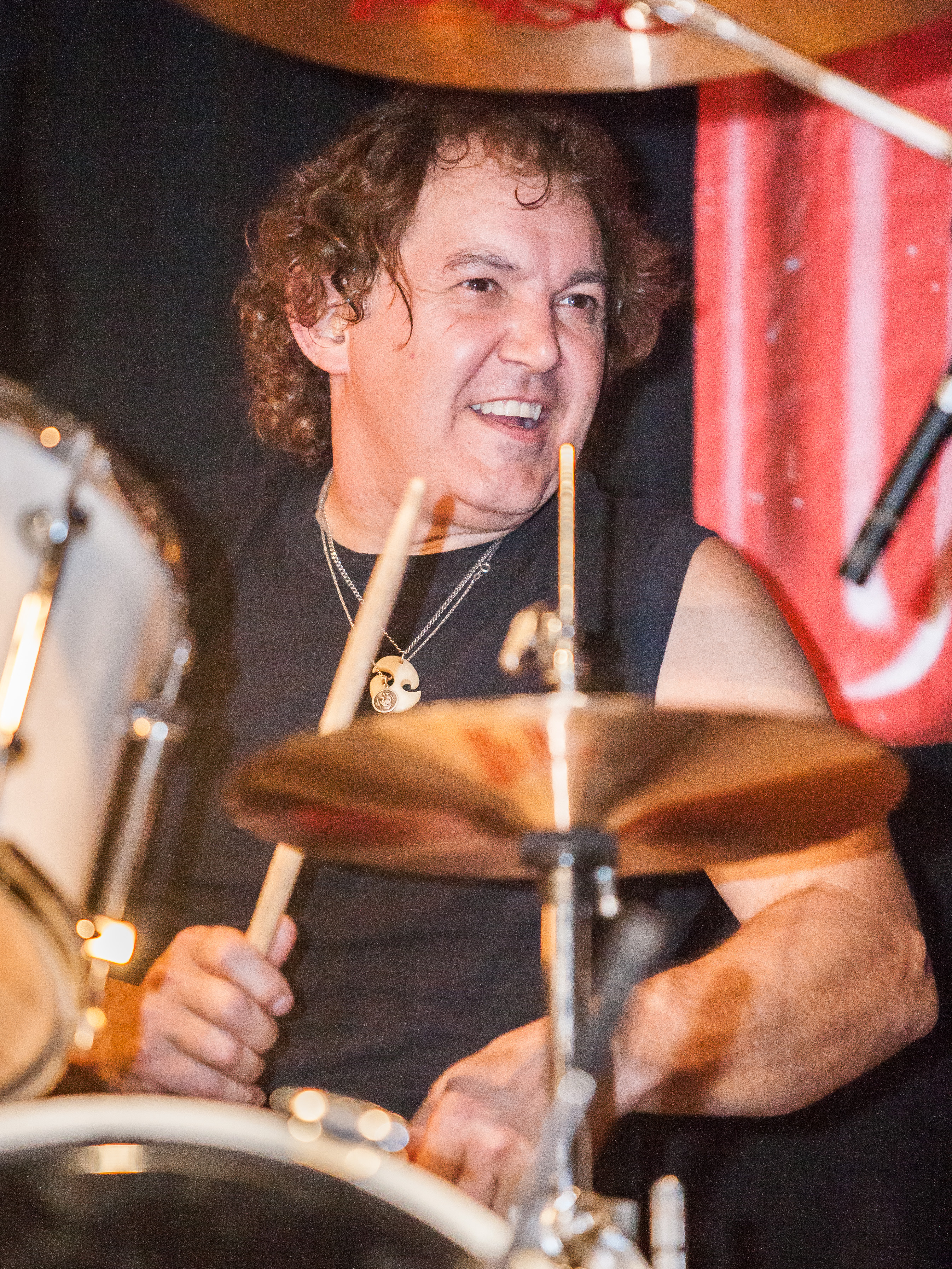
Andy Parker (2007)

Andrew Maynard „Andy“ Parker (* 21. März 1952 in Cheshunt, Hertfordshire, England) ist ein englischer Schlagzeuger. Er ist Gründungsmitglied der britischen Rockband UFO.

## Leben
Parker begann in seiner Grundschule, die Holy Trinity C of E hieß, im dortigen Kinderchor mitzumachen. Als während eines Solos seine Stimme abbrach, hörte er jedoch damit wieder auf. Im Alter von sieben Jahren begann er Schlagzeug zu spielen. In der Cheshunt Grammar School, die er mit elf zum ersten Mal besuchte, begann er laut eigenen Angaben, sich stärker dem Schlagzeugspielen zu widmen. 1965 kaufte er sich sein erstes eigenes Kit für 35 £. Seine Eltern hatten ihm angeboten, entweder einen Schulausflug nach Paris zu zahlen, oder ihm das Geld so zu geben. 1968 wechselte er auf das East Herts College of Further Education und begann Mathematik und Physik zu studieren. Jeden Montag besuchte er dort den Blues Club, um dort bei Zigaretten und Kaffee Musik zu hören und zu diskutieren. 1969 gründete er mit seinem Freund Steve Casey die Blues-Band Aurora Borealis. Kurze Zeit später traf Parker im The Golden Lion in Hoddesdon auf Phil Mogg, Pete Way und Mick. Sie suchten nach einem Schlagzeuger, da sie ihren alten aufgrund seines Fischgeruchs rauswarfen. Steve Casey, der ebenfalls dabei war, kannte einen Schulfreund von Pete Way und so kam man ins Gespräch. Als er hörte, dass es sich um die Band Hocus Pocus (damaliger Name von UFO) handelte, bemühte er sich sofort um ein Vorspiel. Er wusste, dass die Band teures Equipment und einen Manager hatte.

## UFO (1969–1983)
So wurden schließlich 1969 UFO gegründet. 1970 erschien das Debütalbum UFO 1. Parker musste extra warten, bis er 18 war, da seine Eltern den Plattenvertrag nicht für ihn unterschreiben wollten. Unter dem deutschen Gitarristen Michael Schenker hatte die Band ihre Blütezeit. Nachdem Pete Way die Band 1982 verlassen hatte und Michael Schenker bereits seit 1978 nicht mehr dabei war, löste sich die Gruppe 1983 auf.

## Waysted & Rückzug nach Los Angeles
1984 spielte Parker mit seinem ehemaligen Bandkollegen Pete Way in dessen Soloprojekt Waysted. 1984 erschien mit dieser Gruppe das gleichnamige Album Waysted, das jedoch aufgrund seiner nur fünf vorhandenen Songs als EP bezeichnet wird. Stilistisch ist die Band im Glam Metal einzuordnen. Parker verließ die Gruppe jedoch bald, da er in seiner Wahlheimat Los Angeles einen Sorgerechtsstreit austragen musste. Er machte dort das Staatsexamen als Baumeister, um sich besser um sein Privatleben kümmern zu können. Zu seinen Klienten aus dieser Zeit zählen laut eigenen Angaben unter anderem Tina Louise, Lynn Redgrave und Sharon Stone. Er arbeitete außerdem mit den Nelson Zwillingen und half diesen, einen Plattenvertrag zu ergattern. Mit seinem Freund Bobby Barth (Blackfoot) kaufte er ein kleines Tonstudio in Burbank, Kalifornien, das sie bis 1992 betrieben.

## UFO-Wiedervereinigung (1993–1995)
1993 kam es zur endgültigen UFO-Wiedervereinigung in der Schenker-Besetzung. Nachdem sie im Dezember mit Quiet Riot und Doc Holliday durch Deutschland tourten, gab es 1994 einige Konzerte in Japan. Ab Dezember 1994 nahm die Band das Album Walk on Water mit dem Produzenten Ron Nevison auf. Bei der Aufnahme merkte Parker jedoch, dass die Differenzen mit einigen Bandmitgliedern noch immer unüberbrückbar waren, und beschloss, nach der Tour zum Album wieder nach England zurückzukehren.

## Erneuter Rückzug
Er eröffnete daraufhin einen eigenen Laden. Er bezeichnet diese Arbeit heute als stressend und unerfüllend. Er jammte jedoch manchmal mit seinen alten Freunden Mick Bolton, Steve Casey und Colin Poppleton. Außerdem spielte er einige Monate mit der Coverband Jack of Herts, da deren Drummer erkrankte.

## Erneute UFO-Wiedervereinigung (seit 2005)
Seit 2005 ist Andy Parker wieder Mitglied bei UFO. Zuerst wurde er nur gefragt, beim Piorno Rock Festival auszuhelfen, da Jason Bonham sich Foreigner anschloss und daher nicht zur Verfügung stand. Andy Parker, der gerade dabei war, sein Leben in England aufzugeben und in die USA zurückzukehren, sagte zu. Nachdem der Auftritt gut lief, blieb er in der Band. Gemeinsam veröffentlichten sie 2006 das Album The Monkey Puzzle, 2009 das Album The Visitor, 2012 das Album The Seven Deadly und 2015 das Album A Conspiracy Of Stars.

## Familie
Andy Parker hat eine Tochter namens Lindsay, die 1980 geboren ist. Sie ist inzwischen Kinderbuchautorin und hat ihr erstes Buch Fiona Von Finnigan – Fairy Tale Fixer veröffentlicht. Er musste nach seinem Aus bei UFO um ihr Sorgerecht kämpfen. Seine zweite Frau Jo, die er in den Achtzigern heiratete, ist eine Schauspielerin und zeigte ihm laut eigenen Angaben „das Jet-Set-Leben von Los Angeles“. Seit 2014 kämpft seine Frau gegen Brustkrebs. Ob aus dieser Ehe Kinder hervorgingen, ist nicht bekannt.

## Diskografie

### UFO

#### Alben
- 1970: UFO 1
- 1971: UFO 2 Flying
- 1974: Phenomenon
- 1975: Force It
- 1976: No Heavy Petting
- 1977: Lights Out
- 1978: Obsession
- 1979: Strangers in the Night (Live)
- 1980: No Place to Run
- 1981: The Wild, the Willing and the Innocent
- 1982: Mechanix
- 1983: Making Contact
- 1995: Walk on Water
- 2006: The Monkey Puzzle
- 2009: The Visitor
- 2012: Seven Deadly
- 2015: A Conspiracy Of Stars

### Waysted
- 1984: Waysted (EP)